# Chresmodidae

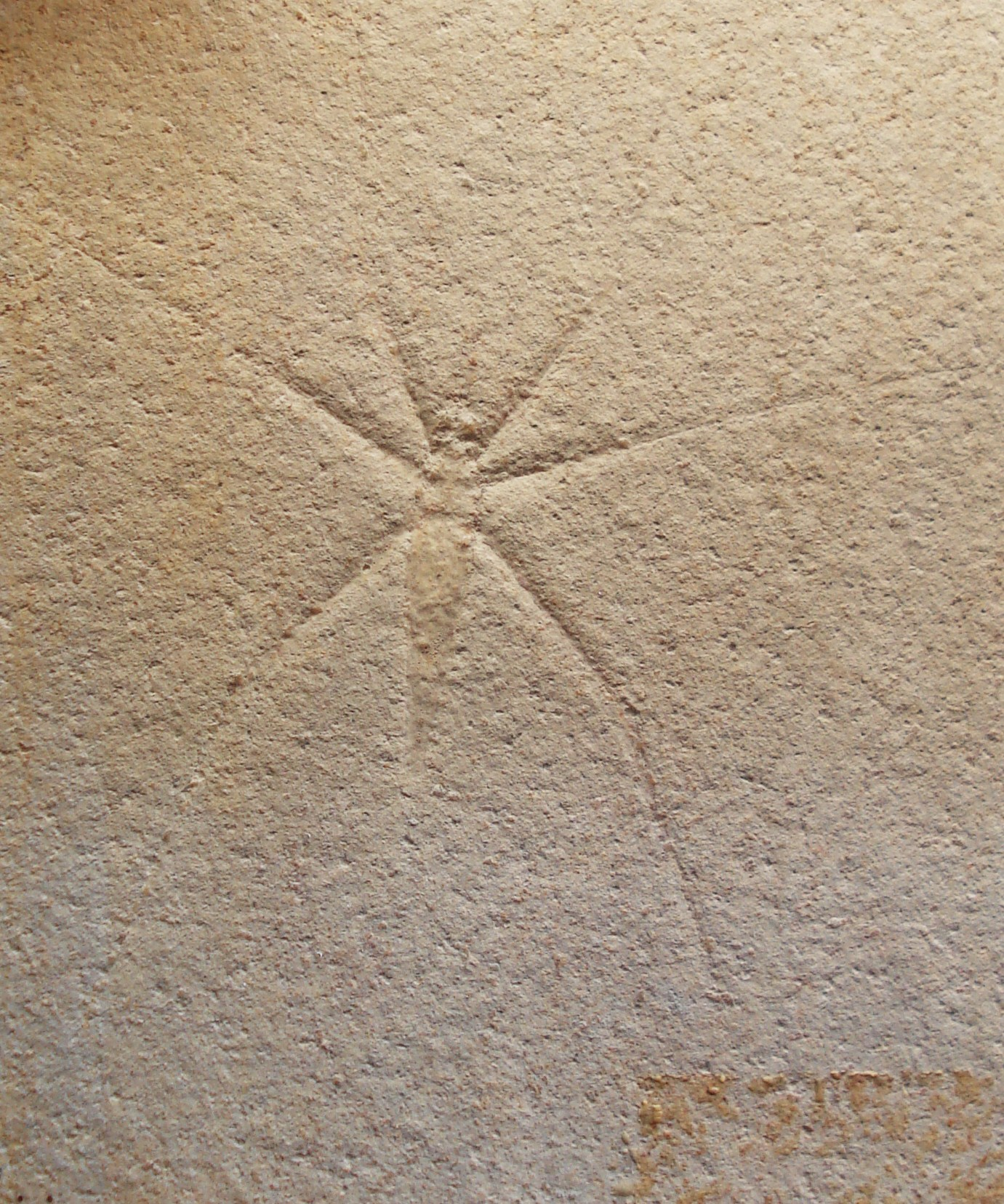

Chresmodidae (лат.) — ископаемое семейство насекомых из надкогорты Polyneoptera. 3 рода, обнаруженных в юрских и меловых отложениях (100—200 млн лет назад) на территории Европы (Великобритания, Германия и Испания), Южной Америки (Бразилия) и Азии (Китай, Ливан, Монголия, Мьянма).

## Описание
Крупные насекомые (до 14 см в длину) с очень длинными специализированными ногами. Бёдра длинные, голени короткие и очень длинные мультисегментные лапки, содержащие до 40 члеников (уникальная среди всех насекомых черта). Предположительно, Chresmodidae были адаптированы для скольжения по водной поверхности, также как это делают современные клопы водомерки, и жили на озёрах и лагунах, питаясь насекомыми. Усики короткие и толстые, ротовые органы жевательные и прогнатические, крупные фасеточные глаза. У самок две пары крыльев (у самцов и нимф отсутствуют). На брюшке одночлениковые церки и длинный яйцеклад.

## Систематика
Древняя группа крылатых насекомых, которую включают в состав надкогорты Polyneoptera. Жили в юрском и меловом периодах. Имеют долгую и сложную таксономическую историю. Их разные авторы относили к разным отрядам: Mantodea (в 1839 году при первом описании типового вида), Hemiptera (Heteroptera: Gerromorpha, по мнению Попова, 1980), Paraplecoptera (‘Grylloblattodea’, по мнению Пономаренко, 1985), Orthoptera. Мартынов А. В. отнёс их в 1928 году к палочникам. Современные авторы чаще включают в состав Polyneoptera, внутри которых семейство Chresmodidae относят или к Phasmatodea (Holophasmatodea), или к Archaeorthoptera.
- Род Chresmoda Germar, 1839
  - Ch. aquatica, Ch. libanica, Ch. mongolica, Ch. multinervis, Ch. neotropica, Ch. obscura Germar, 1839, Ch. orientalis, Ch. oweni, Ch. shihi, Ch. chikuni.
- Род Jurachresmoda Zhang et al., 2008
  - Jurachresmoda gaskelli Zhang et al., 2008
  - Jurachresmoda sanyica Zhang et al., 2009[12]
- Род Sinochresmoda Zhang et al., 2008
  - Sinochresmoda magnicornia Zhang et al., 2008